# Lista de cometas por tipo
| Designação do Cometa  | Nome                 | Excentricidade | Semieixo maior (UA) | Período (anos) | Inclinação orbital (°) | Longitude do nó ascendente (°) | Periélio (UA) | Data do periélio |
| --------------------- | -------------------- | -------------- | ------------------- | -------------- | ---------------------- | ------------------------------ | ------------- | ---------------- |
| C/1680 V1             | Great Comet of 1680  | 0.999986       | 444.4285            | 9370           | 60.6784                | 276.6339                       | 0.006222      | 1680/12/18       |
| C/1695 U1             |                      | 1.0            | –                   | –              | 93.589                 | 286.018                        | 0.0423        | 1695/10/23       |
| C/1816 B1             | Pons                 | 1.0            | –                   | –              | 43.111                 | 325.829                        | 0.0485        | 1816/03/01       |
| C/1826 U1             | Pons                 | 1.0            | –                   | –              | 90.6234                | 237.5505                       | 0.026904      | 1826/11/18       |
| C/1847 C1             | Hind                 | 0.99991        | 473.2556            | 10300          | 48.6636                | 23.824                         | 0.042593      | 1847/03/30       |
| C/1865 B1             | Great Southern Comet | 1.0            | –                   | –              | 92.4945                | 254.8252                       | 0.025844      | 1865/01/14       |
| C/1961 O1             | Wilson               | 0.999962       | 1057.8684           | 34410          | 24.2116                | 298.9545                       | 0.040199      | 1961/07/17       |
| C/1962 C1             | Seki–Lines           | 1.000003       | –                   | –              | 65.0142                | 304.6776                       | 0.031397      | 1962/04/01       |
| C/1996 V2             | SOHO                 | 1.0            | –                   | –              | 33.41                  | 89.36                          | 0.0488        | 1996/11/11       |
| C/1997 S4             | SOHO                 | 1.0            | –                   | –              | 154.63                 | 135.76                         | 0.026         | 1997/09/29       |
| C/1997 V7             | SOHO                 | 1.0            | –                   | –              | 137.4                  | 157.78                         | 0.0216        | 1997/11/03       |
| C/1998 G3             | SOHO                 | 1.0            | –                   | –              | 53.86                  | 322.5                          | 0.0354        | 1998/04/12       |
| C/1999 Y2             | SOHO                 | 1.0            | –                   | –              | 111.42                 | 235.5                          | 0.0483        | 1999/12/28       |
| C/2000 J2             | SOHO                 | 1.0            | –                   | –              | 146.61                 | 32.19                          | 0.0335        | 2000/05/08       |
| C/2000 V4             | SOHO                 | 1.0            | –                   | –              | 54.97                  | 324.91                         | 0.0503        | 2000/11/11       |
| C/2000 Y6             | SOHO                 | 1.0            | –                   | –              | 87.3                   | 229.47                         | 0.0252        | 2000/12/20       |
| C/2000 Y7             | SOHO                 | 1.0            | –                   | –              | 89.02                  | 228.93                         | 0.0245        | 2000/12/20       |
| C/2001 C5             | SOHO                 | 1.0            | –                   | –              | 166.26                 | 322.52                         | 0.0256        | 2001/02/13       |
| 321P/SOHO (P/2001 D1) | SOHO                 | 0.98108        | 2.425409            | 3.78           | 20.1                   | 165.2                          | 0.04589       | 2016/04/10       |
| C/2001 N1             | SOHO                 | 1.0            | –                   | –              | 95.09                  | 302.92                         | 0.0052        | 2001/07/06       |
| C/2001 P1             | SOHO                 | 1.0            | –                   | –              | 29.9                   | 140.14                         | 0.0113        | 2001/08/05       |
| C/2001 Q3             | SOHO                 | 1.0            | –                   | –              | 106.63                 | 155.03                         | 0.0373        | 2001/08/26       |
| C/2001 T5             | SOHO                 | 1.0            | –                   | –              | 55.26                  | 327.74                         | 0.0476        | 2001/10/15       |
| C/2002 G1             | SOHO                 | 1.0            | –                   | –              | 133.92                 | 106.02                         | 0.0339        | 2002/04/02       |
| C/2002 Q6             | SOHO                 | 1.0            | –                   | –              | 65.96                  | 70.92                          | 0.0103        | 2002/08/23       |
| C/2002 Q9             | SOHO                 | 1.0            | –                   | –              | 22.45                  | 19.58                          | 0.0304        | 2002/08/19       |
| C/2003 G3             | SOHO                 | 1.0            | –                   | –              | 169.7                  | 87.61                          | 0.0168        | 2003/04/05       |
| C/2003 H6             | SOHO                 | 1.0            | –                   | –              | 27.05                  | 243.47                         | 0.0264        | 2003/04/30       |
| C/2003 H7             | SOHO                 | 1.0            | –                   | –              | 27.9                   | 242.66                         | 0.0266        | sconde/04/30     |
| C/2003 K3             | SOHO                 | 1.0            | –                   | –              | 39.529                 | 79.076                         | 0.13918       | 2003/06/01       |
| C/2003 Q1             | SOHO                 | 1.0            | –                   | –              | 29.33                  | 43.43                          | 0.032         | 2003/08/20       |
| C/2003 Q6             | SOHO                 | 1.0            | –                   | –              | 25.43                  | 56.3                           | 0.0366        | 2003/08/26       |
| C/2003 R4             | SOHO                 | 1.0            | –                   | –              | 92.36                  | 173.06                         | 0.0316        | 2003/09/06       |
| C/2003 S9             | SOHO                 | 1.0            | –                   | –              | 28.79                  | 59.32                          | 0.0154        | 2003/09/25       |
| C/2004 Y10            | SOHO                 | 1.0            | –                   | –              | 131.61                 | 129.68                         | 0.0322        | 2004/12/28       |
| C/2005 C4             | SOHO                 | 1.0            | –                   | –              | 40.06                  | 7.79                           | 0.0391        | 2005/02/13       |
| C/2005 D1             | SOHO                 | 1.0            | –                   | –              | 121.76                 | 284.06                         | 0.0468        | 2005/02/23       |
| C/2007 C12            | SOHO                 | 1.0            | –                   | –              | 122.22                 | 285.89                         | 0.0408        | 2007/02/09       |
| C/2005 H7             | SOHO                 | 1.0            | –                   | –              | 73.07                  | 354.66                         | 0.0127        | 2005/04/25       |
| C/2005 M3             | SOHO                 | 1.0            | –                   | –              | 88.99                  | 140.98                         | 0.0355        | 2005/06/19       |
| C/2005 Q3             | SOHO                 | 1.0            | –                   | –              | 43.52                  | 70.89                          | 0.0253        | 2005/08/30       |
| C/2005 Q6             | SOHO                 | 1.0            | –                   | –              | 50.4                   | 156.59                         | 0.0387        | 2005/08/19       |
| C/2005 V8             | SOHO                 | 1.0            | –                   | –              | 75.64                  | 341.92                         | 0.0266        | 2005/11/09       |
| C/2006 K5             | SOHO                 | 1.0            | –                   | –              | 117.6                  | 169.23                         | 0.0512        | 2006/05/23       |
| C/2007 A7             | SOHO                 | 1.0            | –                   | –              | 144.23                 | 284.7                          | 0.0191        | 2007/01/10       |
| C/2007 C7             | SOHO                 | 1.0            | –                   | –              | 70.99                  | 309.4                          | 0.0172        | 2007/02/02       |
| C/2007 M8             | SOHO                 | 1.0            | –                   | –              | 82.04                  | 288.26                         | 0.0478        | 2007/06/25       |
| C/2007 X1             | SOHO                 | 1.0            | –                   | –              | 129.2                  | 156.13                         | 0.0272        | 2007/12/03       |
| C/2008 C3             | SOHO                 | 1.0            | –                   | –              | 158.24                 | 30.07                          | 0.0346        | 2008/02/03       |
| C/2008 E7             | SOHO                 | 1.0            | –                   | –              | 143.28                 | 12.08                          | 0.0548        | 2008/03/05       |
| 323P/SOHO (P/1999 X3) | SOHO                 | 0.98173        | 2.610537            | 4.22           | 6.5                    | 322.2                          | 0.04770       | 2008/05/31       |
| P/2008 Y12            | SOHO                 | 0.9787         | 3.07822             | 5.4            | 23.35                  | 312.6                          | 0.0654        | 2008/12/22       |
| P/2015 D1             | SOHO                 | 0.9943         | 4.9                 | 11             | 69.92                  | 95.88                          | 0.02832       | 2015/02/19       |

| Designação do cometa  | Nome                 | Excentricidade | Semieixo maior (UA) | Período (anos) | Inclinação (°) | Longitude do nó ascendente (°) | Periélio (UA) | Data do periélio |
| --------------------- | -------------------- | -------------- | ------------------- | -------------- | -------------- | ------------------------------ | ------------- | ---------------- |
| C/1680 V1             | Great Comet of 1680  | 0.999986       | 444.4285            | 9370           | 60.6784        | 276.6339                       | 0.006222      | 1680/12/18       |
| C/1695 U1             |                      | 1.0            | –                   | –              | 93.589         | 286.018                        | 0.0423        | 1695/10/23       |
| C/1816 B1             | Pons                 | 1.0            | –                   | –              | 43.111         | 325.829                        | 0.0485        | 1816/03/01       |
| C/1826 U1             | Pons                 | 1.0            | –                   | –              | 90.6234        | 237.5505                       | 0.026904      | 1826/11/18       |
| C/1847 C1             | Hind                 | 0.99991        | 473.2556            | 10300          | 48.6636        | 23.824                         | 0.042593      | 1847/03/30       |
| C/1865 B1             | Great Southern Comet | 1.0            | –                   | –              | 92.4945        | 254.8252                       | 0.025844      | 1865/01/14       |
| C/1961 O1             | Wilson               | 0.999962       | 1057.8684           | 34410          | 24.2116        | 298.9545                       | 0.040199      | 1961/07/17       |
| C/1962 C1             | Seki–Lines           | 1.000003       | –                   | –              | 65.0142        | 304.6776                       | 0.031397      | 1962/04/01       |
| C/1996 V2             | SOHO                 | 1.0            | –                   | –              | 33.41          | 89.36                          | 0.0488        | 1996/11/11       |
| C/1997 S4             | SOHO                 | 1.0            | –                   | –              | 154.63         | 135.76                         | 0.026         | 1997/09/29       |
| C/1997 V7             | SOHO                 | 1.0            | –                   | –              | 137.4          | 157.78                         | 0.0216        | 1997/11/03       |
| C/1998 G3             | SOHO                 | 1.0            | –                   | –              | 53.86          | 322.5                          | 0.0354        | 1998/04/12       |
| C/1999 Y2             | SOHO                 | 1.0            | –                   | –              | 111.42         | 235.5                          | 0.0483        | 1999/12/28       |
| C/2000 J2             | SOHO                 | 1.0            | –                   | –              | 146.61         | 32.19                          | 0.0335        | 2000/05/08       |
| C/2000 V4             | SOHO                 | 1.0            | –                   | –              | 54.97          | 324.91                         | 0.0503        | 2000/11/11       |
| C/2000 Y6             | SOHO                 | 1.0            | –                   | –              | 87.3           | 229.47                         | 0.0252        | 2000/12/20       |
| C/2000 Y7             | SOHO                 | 1.0            | –                   | –              | 89.02          | 228.93                         | 0.0245        | 2000/12/20       |
| C/2001 C5             | SOHO                 | 1.0            | –                   | –              | 166.26         | 322.52                         | 0.0256        | 2001/02/13       |
| 321P/SOHO (P/2001 D1) | SOHO                 | 0.98108        | 2.425409            | 3.78           | 20.1           | 165.2                          | 0.04589       | 2016/04/10       |
| C/2001 N1             | SOHO                 | 1.0            | –                   | –              | 95.09          | 302.92                         | 0.0052        | 2001/07/06       |
| C/2001 P1             | SOHO                 | 1.0            | –                   | –              | 29.9           | 140.14                         | 0.0113        | 2001/08/05       |
| C/2001 Q3             | SOHO                 | 1.0            | –                   | –              | 106.63         | 155.03                         | 0.0373        | 2001/08/26       |
| C/2001 T5             | SOHO                 | 1.0            | –                   | –              | 55.26          | 327.74                         | 0.0476        | 2001/10/15       |
| C/2002 G1             | SOHO                 | 1.0            | –                   | –              | 133.92         | 106.02                         | 0.0339        | 2002/04/02       |
| C/2002 Q6             | SOHO                 | 1.0            | –                   | –              | 65.96          | 70.92                          | 0.0103        | 2002/08/23       |
| C/2002 Q9             | SOHO                 | 1.0            | –                   | –              | 22.45          | 19.58                          | 0.0304        | 2002/08/19       |
| C/2003 G3             | SOHO                 | 1.0            | –                   | –              | 169.7          | 87.61                          | 0.0168        | 2003/04/05       |
| C/2003 H6             | SOHO                 | 1.0            | –                   | –              | 27.05          | 243.47                         | 0.0264        | 2003/04/30       |
| C/2003 H7             | SOHO                 | 1.0            | –                   | –              | 27.9           | 242.66                         | 0.0266        | 2003/04/30       |
| C/2003 K3             | SOHO                 | 1.0            | –                   | –              | 39.529         | 79.076                         | 0.13918       | 2003/06/01       |
| C/2003 Q1             | SOHO                 | 1.0            | –                   | –              | 29.33          | 43.43                          | 0.032         | 2003/08/20       |
| C/2003 Q6             | SOHO                 | 1.0            | –                   | –              | 25.43          | 56.3                           | 0.0366        | 2003/08/26       |
| C/2003 R4             | SOHO                 | 1.0            | –                   | –              | 92.36          | 173.06                         | 0.0316        | 2003/09/06       |
| C/2003 S9             | SOHO                 | 1.0            | –                   | –              | 28.79          | 59.32                          | 0.0154        | 2003/09/25       |
| C/2004 Y10            | SOHO                 | 1.0            | –                   | –              | 131.61         | 129.68                         | 0.0322        | 2004/12/28       |
| C/2005 C4             | SOHO                 | 1.0            | –                   | –              | 40.06          | 7.79                           | 0.0391        | 2005/02/13       |
| C/2005 D1             | SOHO                 | 1.0            | –                   | –              | 121.76         | 284.06                         | 0.0468        | 2005/02/23       |
| C/2007 C12            | SOHO                 | 1.0            | –                   | –              | 122.22         | 285.89                         | 0.0408        | 2007/02/09       |
| C/2005 H7             | SOHO                 | 1.0            | –                   | –              | 73.07          | 354.66                         | 0.0127        | 2005/04/25       |
| C/2005 M3             | SOHO                 | 1.0            | –                   | –              | 88.99          | 140.98                         | 0.0355        | 2005/06/19       |
| C/2005 Q3             | SOHO                 | 1.0            | –                   | –              | 43.52          | 70.89                          | 0.0253        | 2005/08/30       |
| C/2005 Q6             | SOHO                 | 1.0            | –                   | –              | 50.4           | 156.59                         | 0.0387        | 2005/08/19       |
| C/2005 V8             | SOHO                 | 1.0            | –                   | –              | 75.64          | 341.92                         | 0.0266        | 2005/11/09       |
| C/2006 K5             | SOHO                 | 1.0            | –                   | –              | 117.6          | 169.23                         | 0.0512        | 2006/05/23       |
| C/2007 A7             | SOHO                 | 1.0            | –                   | –              | 144.23         | 284.7                          | 0.0191        | 2007/01/10       |
| C/2007 C7             | SOHO                 | 1.0            | –                   | –              | 70.99          | 309.4                          | 0.0172        | 2007/02/02       |
| C/2007 M8             | SOHO                 | 1.0            | –                   | –              | 82.04          | 288.26                         | 0.0478        | 2007/06/25       |
| C/2007 X1             | SOHO                 | 1.0            | –                   | –              | 129.2          | 156.13                         | 0.0272        | 2007/12/03       |
| C/2008 C3             | SOHO                 | 1.0            | –                   | –              | 158.24         | 30.07                          | 0.0346        | 2008/02/03       |
| C/2008 E7             | SOHO                 | 1.0            | –                   | –              | 143.28         | 12.08                          | 0.0548        | 2008/03/05       |
| 323P/SOHO (P/1999 X3) | SOHO                 | 0.98173        | 2.610537            | 4.22           | 6.5            | 322.2                          | 0.04770       | 2008/05/31       |
| P/2008 Y12            | SOHO                 | 0.9787         | 3.07822             | 5.4            | 23.35          | 312.6                          | 0.0654        | 2008/12/22       |
| P/2015 D1             | SOHO                 | 0.9943         | 4.9                 | 11             | 69.92          | 95.88                          | 0.02832       | 2015/02/19       |

Esta é uma lista de cometas (corpos que viajam em órbitas elípticas, parabólicas e, às vezes, hiperbólicas e exibem uma cauda atrás deles) listados por tipo. Os cometas são classificados em quatro categorias: cometas periódicos (por exemplo, Cometa Halley ), cometas não periódicos (por exemplo Cometa Hale-Bopp), cometas sem órbita significativa e cometas perdidos. 
As classificações de um cometa são usadas com as seguintes letras:
- P para periódico;
- C para não periódico;
- X para os sem órbitas;
- D para os perdidos.

Muitos dos primeiros cometas observados na história são designados com um "X" ou um "D", devido à falta de ferramentas que são utilizadas na atualidade para medir a órbita de um cometa com precisão e eventualmente perdê-la. O Grande Cometa de 1106 é um bom exemplo. Os elementos orbitais dos cometas não periódicos mais antigos da lista assumem que o cometa tem uma excentricidade de aproximadamente 1, mas os cálculos não são 100% corretos, mas sim aproximados.

## Guia para listas de cometas
- Lista de cometas hiperbólicos — Cometas hiperbólicos
- Lista de cometas quase parabólicos — Cometas que têm um período de mais de 1000 anos
- Lista de cometas de longo período —Cometas com período entre 200 e 1000 anos
- Lista de cometas periódicos — Cometas não numerados com um período inferior a 200 anos
- Lista de cometas numerados —Cometas numerados pelo Minor Planet Center
- Cometas rasantes
  - Rastejantes Kreutz
  - Grupo Meyer ( abaixo )
  - Grupo Kracht ( abaixo )
  - Grupo Marsden ( abaixo )
  - Sungrazers não agrupados ( abaixo )

Depois do astrônomo Edmond Halley ter percebido que as várias aparições, a cada 75,3 anos, eram do mesmo cometa, criou uma nova designação de cometas periódicos, sendo o primeiro denominado 1P/Halley . Até o dia em que este artigo foi escrito, existiam apenas 440 destes cometas periódicos, com muitos em espera para conseguir uma designação oficial.

## Cometas não periódicos
Cometas não periódicos são aqueles que foram observados apenas uma vez e nunca mais foram vistos, ou que possuem períodos de milhares de anos. Também há cometas verdadeiramente não periódicos, que passam pelo Sistema Solar apenas uma vez. A seguir, os cometas são organizados da seguinte forma:

### Cometas com trajetória de ejeção
Esses cometas possuem uma excentricidade que realizam apenas uma passagem pelo Sistema Solar, sem retornar. Eles se dividem em cometas quase parabólicos e hiperbólicos. Um cometa parabólico verdadeiro teria uma excentricidade de exatamente 1, enquanto os cometas hiperbólicos possuem excentricidade superior a 1.
A maioria dos cometas marcados com a letra provém do material citado aqui , enquanto os demais cometas são provenientes do JPL Small-Body Database. Devido às suas órbitas hiperbólicas, é impossível determinar com precisão sua origem, mas muitos astrônomos acreditam que eles se originam na Nuvem de Oort, uma nuvem de corpos gelados localizada a vários milhares de unidades astronômicas do Sol e que possui um periélio de milhares de anos.
Os cometas observados em tempos antigos, que posteriormente foram identificados como cometas periódicos numerados, são marcados com (número do cometa periódico) ou (nome do cometa). Um exemplo notável é o cometa X/-239 K1, que corresponde a uma aparição do cometa Halley no ano de 239 a.C., registrado como 1P/-239 K1.
Uma parcela significativa dos cometas que passam a uma distância de cerca de 0,01 UA do Sol são fragmentos de um cometa descoberto em 371 a.C., que se fragmentou novamente no ano 326 d.C. e se dividiu em milhares de pedaços no periélio de 1106, originando o grupo de cometas conhecido como cometas rasantes Kreutz.

### Cometas quase parabólicos
São cometas com excentricidade muito alta (geralmente acima de 0,99) e período superior a 1.000 anos, mas que não possuem velocidade suficiente para escapar do Sistema Solar. Devido aos seus semi-eixos maiores e à alta excentricidade, esses cometas frequentemente sofrem pequenas interações orbitais com planetas e planetas menores, o que pode alterar significativamente sua trajetória orbital. Acredita-se que muitos desses cometas se originem na Nuvem de Oort.

## Cometas perdidos
Os seguintes cometas, atribuídos com um D antes do seu nome, foram perdidos depois de sua descoberta, e muitos permanecem perdidos até hoje:
| Designação de cometa | Nome                | Excentricidade | Semieixo maior (UA) | Inclinação (°) | Distância do periélio (UA) | Data do periélio | Última observação |
| -------------------- | ------------------- | -------------- | ------------------- | -------------- | -------------------------- | ---------------- | ----------------- |
| D/1766 G1            | Helfenzrieder       | 0,848          | 2.665               | 7.865          | 0,406                      | 1766/04/27       | 1766/05/03        |
| D/1770 L1            | Cometa de Lexell    | 0,786          | 3.153               | 1.552          | 0,674                      | 1770/08/14       | 1770/10/03        |
| D/1884 O1            | Barnard             | 0,583          | 3.07                | 5,47           | 1.279                      | 1884/08/16       | 1884/11/08        |
| D/1886 K1            | Brooks              | 0,571          | 3.092               | 12.671         | 1.325                      | 1886/06/07       | 1886/07/03        |
| D/1894 F1            | Denning             | 0,698          | 3.797               | 5.527          | 1.147                      | 1894/02/09       | 1894/06/05        |
| D/1895 Q1            | Swift               | 0,652          | 3.729               | 2.992          | 1.298                      | 1895/08/21       | 1896/02/06        |
| D/1918 W1            | Schor               | 0,469          | 3.545               | 5.575          | 1.884                      | 1918/09/30       | 1918/12/31        |
| D/1952 B1            | Harrington - Wilson | 0,514          | 3.428               | 16h35          | 1.6649                     | 1951/10/30       | 1952/02/25        |
| D/1977 C1            | Skiff – Kosai       | 0,259          | 3.847               | 3.201          | 2,85                       | 1976/08/03       | 1977/03/12        |
| D/1978 R1            | Haneda-Campos       | 0,6652         | 3.2898              | 5.9472         | 1.101414                   | 1978/10/09       | 1978/11/29        |

## Cometas de curto período

### Cometas do tipo Halley
Esses são cometas com período entre 20 e 200 anos, que foram nomeados em homenagem ao primeiro membro identificado, o Cometa Halley . Esses cometas orbitam entre as órbitas de Júpiter e Plutão e são considerados cometas de longo período que migraram lentamente para dentro do planeta Júpiter.

### Cometas não numerados da família de Júpiter
Embora os cometas da família de Júpiter sejam oficialmente definidos por (2< T Júpiter <3), eles também podem ser definidos por qualquer cometa com um período menor a 20 anos, uma inclinação muito baixa e uma órbita que se parece bastante vagamente com a de Júpiter. Esses cometas são observados de forma irregular na maioria das vezes, já que as interações orbitais com o planeta  fazem com que as órbitas dos cometas sejam perturbadas, fazendo com que não sejam encontrados na posição esperada no céu e depois perdidos muita das vezes.

#### D/1993 F2 (Shoemaker – Levy 9)
Um desses cometas da família de Júpiter, o cometa Shoemaker-Levy 9, aproximou-se o suficiente de Júpiter em algum momento entre o final dos anos 1960 e o início dos anos 1970, e foi capturado em sua órbita. Pela descoberta do cometa, uma aproximação extremamente próxima de Júpiter um ano antes havia fraturado o cometa em vários pedaços, antes de colidir com Júpiter entre 16 e 22 de julho de 1994. Os fragmentos estão listados separadamente aqui, na época 1994/05/08.
| Fragmento | Excentricidade | Semieixo maior (UA) | Período (anos) | Inclinação (°) | Distância do periélio (UA) | Data e horário de impacto em Júpiter |
| --------- | -------------- | ------------------- | -------------- | -------------- | -------------------------- | ------------------------------------ |
| A         | 0.216209       | 6.86479             | 17.99          | 6.00329        | 5.380563                   | 1994/07/16 20:11                     |
| B         | 0.215620       | 6.85975             | 17.97          | 5.99022        | 5.380652                   | 1994/07/17 02:50                     |
| C         | 0.215169       | 6.85550             | 17.95          | 5.98196        | 5.380411                   | 1994/07/17 07:12                     |
| D         | 0.214725       | 6.85158             | 17.93          | 5.97297        | 5.380370                   | 1994/07/17 11:54                     |
| E         | 0.214411       | 6.84877             | 17.92          | 5.96663        | 5.380318                   | 1994/07/17 15:11                     |
| F         | 0.213585       | 6.84163             | 17.90          | 5.94846        | 5.380362                   | 1994/07/18 00:33                     |
| G         | 0.212881       | 6.83520             | 17.87          | 5.93551        | 5.380112                   | 1994/07/18 07:32                     |
| H         | 0.211779       | 6.82547             | 17.83          | 5.91287        | 5.379973                   | 1994/07/18 19:32                     |
| K         | 0.210425       | 6.81351             | 17.79          | 5.88507        | 5.379775                   | 1994/07/19 10:21                     |
| L         | 0.209361       | 6.80416             | 17.75          | 5.86313        | 5.379632                   | 1994/07/19 22:17                     |
| N         | 0.208277       | 6.79472             | 17.71          | 5.84046        | 5.379536                   | 1994/07/20 10:31                     |
| P1        | 0.207745       | 6.79035             | 17.69          | 5.82929        | 5.379689                   | 1994/07/20 16:30                     |
| P2        | 0.207887       | 6.79147             | 17.70          | 5.83126        | 5.379608                   | 1994/07/20 15:23                     |
| Q1        | 0.207405       | 6.78700             | 17.68          | 5.82282        | 5.379348                   | 1994/07/20 20:12                     |
| Q2        | 0.207453       | 6.78749             | 17.68          | 5.82361        | 5.379403                   | 1994/07/20 19:44                     |
| R         | 0.206581       | 6.77982             | 17.65          | 5.80587        | 5.379232                   | 1994/07/21 05:33                     |
| S         | 0.205737       | 6.77248             | 17.63          | 5.78848        | 5.379129                   | 1994/07/21 15:15                     |
| T         | 0.205504       | 6.77073             | 17.62          | 5.78300        | 5.379319                   | 1994/07/21 18:10                     |
| U         | 0.205167       | 6.76764             | 17.61          | 5.77631        | 5.379141                   | 1994/07/21 21:55                     |
| V         | 0.204616       | 6.76283             | 17.59          | 5.76489        | 5.379046                   | 1994/07/22 04:22                     |
| W         | 0.204282       | 6.75982             | 17.58          | 5.75982        | 5.378919                   | 1994/07/22 08:05                     |

## Cometas rasantes
Esses cometas têm distâncias de periélio inferiores a 0,055 UA. A maioria pertence aos Kreutz Sungrazers, um grupo de cometas que se separou do grande cometa de 1106 e, antes disso, do cometa de 371 aC. Existem também vários outros grupos cometários, todos muito menores, que passam ocasionalmente. Esta lista cobre todos os grupos Sungrazer, incluindo sungrazers esporádicos ou não agrupados.

### Rasantes Kreutz
O maior grupo de todos, os Kreutz sungrazers, são um grupo de cometas descendentes da dissolução de um cometa em 326 DC. Eles fazem jus ao seu nome, normalmente viajando a menos de 2 raios solares do Sol. Por viajarem tão perto, muitas vezes se queimam, e essa é a causa de seu rompimento. Muitos cometas brilhantes são membros do grupo, incluindo o cometa Ikeya–Seki, que se partiu em 3 pedaços.

### Grupo Meyer
Este é o segundo maior grupo de pastagem solar e o único sem período discernível. No entanto, observações adicionais deste grupo poderão eventualmente encontrar um.
| Designação do Cometa | Nomeação por | Excentricidade | Semieixo maior (UA) | Período (anos) | Inclinação (°) | Longitude do nó ascendente (°) | Distância do periélio (UA) | Data do periélio |
| -------------------- | ------------ | -------------- | ------------------- | -------------- | -------------- | ------------------------------ | -------------------------- | ---------------- |
| C/1996 N3            | SOHO         | 1.0            | –                   | –              | 72.12          | 73.16                          | 0.0351                     | 1996/07/03       |
| C/1997 G7            | SOHO         | 1.0            | –                   | –              | 70.33          | 73.94                          | 0.0351                     | 1997/04/08       |
| C/1997 H4            | SOHO         | 1.0            | –                   | –              | 73.13          | 72.33                          | 0.0356                     | 1997/04/21       |
| C/1997 H5            | SOHO         | 1.0            | –                   | –              | 79.18          | 69.13                          | 0.0371                     | 1997/04/29       |
| C/1997 L2            | SOHO         | 1.0            | –                   | –              | 71.69          | 72.62                          | 0.0381                     | 1997/06/10       |
| C/1997 O2            | SOHO         | 1.0            | –                   | –              | 71.92          | 73.07                          | 0.0356                     | 1997/07/25       |
| C/1997 U8            | SOHO         | 1.0            | –                   | –              | 71.91          | 71.15                          | 0.031                      | 1997/10/19       |
| C/1997 X7            | SOHO         | 1.0            | –                   | –              | 72.62          | 72.82                          | 0.0346                     | 1997/12/15       |
| C/1998 G9            | SOHO         | 1.0            | –                   | –              | 84.26          | 67.91                          | 0.037                      | 1998/04/12       |
| C/1998 V8            | SOHO         | 1.0            | –                   | –              | 72.01          | 72.88                          | 0.0363                     | 1998/11/03       |
| C/1998 W7            | SOHO         | 1.0            | –                   | –              | 72.12          | 73.21                          | 0.0362                     | 1998/11/28       |
| C/1999 F3            | SOHO         | 1.0            | –                   | –              | 73.31          | 72.36                          | 0.0363                     | 1999/03/17       |
| C/1999 K16           | SOHO         | 1.0            | –                   | –              | 71.73          | 72.64                          | 0.0339                     | 1999/05/26       |
| C/1999 L9            | SOHO         | 1.0            | –                   | –              | 70.73          | 70.16                          | 0.038                      | 1999/06/09       |
| C/1999 P7            | SOHO         | 1.0            | –                   | –              | 71.32          | 73                             | 0.0372                     | 1999/08/13       |
| C/2000 B8            | SOHO         | 1.0            | –                   | –              | 70.75          | 75.09                          | 0.034                      | 2000/01/16       |
| C/2000 C2            | SOHO         | 1.0            | –                   | –              | 71.35          | 73.71                          | 0.037                      | 2000/02/03       |
| C/2000 C5            | SOHO         | 1.0            | –                   | –              | 72.22          | 65.16                          | 0.0358                     | 2000/02/07       |
| C/2000 J8            | SOHO         | 1.0            | –                   | –              | 72.5           | 73.65                          | 0.0367                     | 2000/05/06       |
| C/2000 N4            | SOHO         | 1.0            | –                   | –              | 74.5           | 73.89                          | 0.0351                     | 2000/07/04       |
| C/2000 X9            | SOHO         | 1.0            | –                   | –              | 72.66          | 73.96                          | 0.0386                     | 2000/12/03       |
| C/2001 C7            | SOHO         | 1.0            | –                   | –              | 73.68          | 54.75                          | 0.035                      | 2001/02/11       |
| C/2001 E1            | SOHO         | 1.0            | –                   | –              | 73.37          | 72.24                          | 0.0357                     | 2001/03/15       |
| C/2001 K11           | SOHO         | 1.0            | –                   | –              | 72.36          | 73.28                          | 0.0339                     | 2001/05/16       |
| C/2001 L10           | SOHO         | 1.0            | –                   | –              | 71.7           | 72.4                           | 0.0355                     | 2001/06/01       |
| C/2001 R7            | SOHO         | 1.0            | –                   | –              | 73.77          | 85.28                          | 0.0372                     | 2001/09/12       |
| C/2001 T1            | SOHO         | 1.0            | –                   | –              | 72.87          | 72.56                          | 0.0364                     | 2001/10/09       |
| C/2001 V6            | SOHO         | 1.0            | –                   | –              | 69.76          | 73.64                          | 0.0374                     | 2001/11/02       |
| C/2001 X8            | SOHO         | 1.0            | –                   | –              | 72.28          | 74.35                          | 0.0371                     | 2001/12/12       |
| C/2001 X10           | SOHO         | 1.0            | –                   | –              | 73.46          | 73.79                          | 0.036                      | 2001/12/15       |
| C/2002 A4            | SOHO         | 1.0            | –                   | –              | 72.13          | 75.45                          | 0.0366                     | 2002/01/01       |
| C/2002 H8            | SOHO         | 1.0            | –                   | –              | 69.34          | 73.71                          | 0.0336                     | 2002/04/20       |
| C/2002 P3            | SOHO         | 1.0            | –                   | –              | 73.84          | 75.81                          | 0.0359                     | 2002/08/12       |
| C/2002 R8            | SOHO         | 1.0            | –                   | –              | 75.95          | 59.71                          | 0.0343                     | 2002/09/15       |
| C/2002 T2            | SOHO         | 1.0            | –                   | –              | 70.94          | 70.73                          | 0.0369                     | 2002/10/04       |
| C/2002 U6            | SOHO         | 1.0            | –                   | –              | 73.06          | 74.62                          | 0.0359                     | 2002/10/28       |
| C/2002 V4            | SOHO         | 1.0            | –                   | –              | 72.5           | 74.75                          | 0.0357                     | 2002/11/09       |
| C/2002 X6            | SOHO         | 1.0            | –                   | –              | 72.55          | 74.75                          | 0.0346                     | 2002/12/02       |
| C/2002 Y2            | SOHO         | 1.0            | –                   | –              | 73.52          | 74.51                          | 0.04                       | 2002/12/19       |
| C/2003 B1            | SOHO         | 1.0            | –                   | –              | 73.36          | 74.15                          | 0.0355                     | 2003/01/17       |
| C/2003 H5            | SOHO         | 1.0            | –                   | –              | 71.35          | 75.17                          | 0.0351                     | 2003/04/27       |
| C/2003 K5            | SOHO         | 1.0            | –                   | –              | 72.5           | 74.11                          | 0.0348                     | 2003/05/21       |
| C/2003 K6            | SOHO         | 1.0            | –                   | –              | 71.87          | 73.67                          | 0.0372                     | 2003/05/30       |
| C/2003 U4            | SOHO         | 1.0            | –                   | –              | 74.94          | 73.97                          | 0.0357                     | 2003/10/21       |
| C/2003 W2            | SOHO         | 1.0            | –                   | –              | 73.26          | 74.96                          | 0.0314                     | 2003/11/29       |
| C/2003 Y1            | SOHO         | 1.0            | –                   | –              | 72.81          | 74.7                           | 0.0354                     | 2003/12/20       |
| C/2004 B2            | SOHO         | 1.0            | –                   | –              | 73.1           | 74.89                          | 0.0353                     | 2004/01/29       |
| C/2004 C2            | SOHO         | 1.0            | –                   | –              | 72.92          | 74.6                           | 0.0325                     | 2004/02/05       |
| C/2004 G2            | SOHO         | 1.0            | –                   | –              | 72.62          | 74.01                          | 0.0383                     | 2004/04/10       |
| C/2004 H4            | SOHO         | 1.0            | –                   | –              | 67.87          | 74.62                          | 0.0343                     | 2004/04/16       |
| C/2004 H5            | SOHO         | 1.0            | –                   | –              | 68.62          | 76.03                          | 0.0335                     | 2004/04/30       |
| C/2004 T2            | SOHO         | 1.0            | –                   | –              | 73.67          | 72.45                          | 0.0346                     | 2004/10/09       |
| C/2004 U3            | SOHO         | 1.0            | –                   | –              | 73.25          | 74.01                          | 0.0375                     | 2004/10/18       |
| C/2005 B4            | SOHO         | 1.0            | –                   | –              | 71.69          | 71.69                          | 0.0353                     | 2005/01/30       |
| C/2005 C1            | SOHO         | 1.0            | –                   | –              | 67.47          | 75.84                          | 0.0392                     | 2005/02/02       |
| C/2005 H2            | SOHO         | 1.0            | –                   | –              | 78.83          | 72.43                          | 0.0362                     | 2005/04/17       |
| C/2005 H9            | SOHO         | 1.0            | –                   | –              | 73.54          | 73.96                          | 0.0352                     | 2005/04/29       |
| C/2005 K4            | SOHO         | 1.0            | –                   | –              | 73.25          | 74.48                          | 0.0373                     | 2005/05/16       |
| C/2005 K9            | SOHO         | 1.0            | –                   | –              | 73.06          | 74.47                          | 0.0354                     | 2005/05/28       |
| C/2005 O5            | SOHO         | 1.0            | –                   | –              | 74.41          | 67.93                          | 0.0361                     | 2005/07/26       |
| C/2005 Q2            | SOHO         | 1.0            | –                   | –              | 74.51          | 76.48                          | 0.0377                     | 2005/08/23       |
| C/2005 Q8            | SOHO         | 1.0            | –                   | –              | 72.42          | 77.2                           | 0.0377                     | 2005/08/25       |
| C/2005 T9            | SOHO         | 1.0            | –                   | –              | 72.51          | 75.23                          | 0.0368                     | 2005/10/08       |
| C/2005 W9            | SOHO         | 1.0            | –                   | –              | 72.63          | 73.13                          | 0.037                      | 2005/11/19       |
| C/2005 W11           | SOHO         | 1.0            | –                   | –              | 76.08          | 72.71                          | 0.0396                     | 2005/11/20       |
| C/2005 Y8            | SOHO         | 1.0            | –                   | –              | 73.75          | 74.29                          | 0.0338                     | 2005/12/25       |
| C/2006 B4            | SOHO         | 1.0            | –                   | –              | 73.15          | 73.89                          | 0.0345                     | 2006/01/26       |
| C/2006 F6            | SOHO         | 1.0            | –                   | –              | 74.13          | 75.03                          | 0.0333                     | 2006/03/23       |
| C/2006 J5            | SOHO         | 1.0            | –                   | –              | 72.12          | 71.46                          | 0.0387                     | 2006/05/08       |
| C/2006 R3            | SOHO         | 1.0            | –                   | –              | 75.14          | 66.29                          | 0.0337                     | 2006/09/02       |
| C/2006 T6            | SOHO         | 1.0            | –                   | –              | 67.07          | 100.84                         | 0.0353                     | 2006/10/10       |
| C/2006 U10           | SOHO         | 1.0            | –                   | –              | 71.68          | 74.91                          | 0.0346                     | 2006/10/20       |
| C/2006 X10           | SOHO         | 1.0            | –                   | –              | 72.63          | 74.2                           | 0.0348                     | 2006/12/15       |
| C/2007 A6            | SOHO         | 1.0            | –                   | –              | 70.57          | 70.67                          | 0.0382                     | 2007/01/11       |
| C/2007 C10           | SOHO         | 1.0            | –                   | –              | 72.77          | 73.19                          | 0.0351                     | 2007/02/07       |
| C/2007 F4            | SOHO         | 1.0            | –                   | –              | 71.41          | 76.09                          | 0.0347                     | 2007/03/28       |
| C/2007 J1            | SOHO         | 1.0            | –                   | –              | 72.59          | 73.87                          | 0.0348                     | 2007/05/02       |
| C/2007 K12           | SOHO         | 1.0            | –                   | –              | 72.52          | 73.94                          | 0.0346                     | 2007/05/18       |
| C/2007 R10           | SOHO         | 1.0            | –                   | –              | 75.8           | 73.16                          | 0.037                      | 2007/09/15       |
| C/2007 U7            | SOHO         | 1.0            | –                   | –              | 73.43          | 71.48                          | 0.0325                     | 2007/10/27       |
| C/2007 V10           | SOHO         | 1.0            | –                   | –              | 76.95          | 73.51                          | 0.035                      | 2007/11/09       |
| C/2007 X7            | SOHO         | 1.0            | –                   | –              | 71.98          | 73.58                          | 0.0378                     | 2007/12/10       |
| C/2007 X14           | SOHO         | 1.0            | –                   | –              | 72.47          | 73.79                          | 0.0345                     | 2007/12/14       |
| C/2007 Y8            | SOHO         | 1.0            | –                   | –              | 72.77          | 73.61                          | 0.0344                     | 2007/12/28       |
| C/2008 D6            | SOHO         | 1.0            | –                   | –              | 70.85          | 72.5                           | 0.0338                     | 2008/02/19       |
| C/2008 F1            | SOHO         | 1.0            | –                   | –              | 66.71          | 94.56                          | 0.0318                     | 2008/03/20       |
| C/2008 H4            | SOHO         | 1.0            | –                   | –              | 73.46          | 72.35                          | 0.0373                     | 2008/04/18       |
| C/2008 J10           | SOHO         | 1.0            | –                   | –              | 72.18          | 73.31                          | 0.0369                     | 2008/05/07       |
| C/2008 J12           | SOHO         | 1.0            | –                   | –              | 70.94          | 71.57                          | 0.0379                     | 2008/05/08       |

### Grupo Kracht
Este e o grupo de Marsden, ambos são periódicos, ambos com períodos de aproximadamente 3 anos. Eles contêm menos membros do que os grupos Meyer e Kreutz, provavelmente devido à sua natureza periódica, levando-os a queimarem com mais frequência. Acredita-se que eles sejam os corpos-mãe da chuva de meteoros Delta Aquarídeas do Sul, que ocorre entre julho e agosto e geralmente tem de 15 a 20 meteoros por hora.
| Designação do cometa | Descoberto por | Excentricidade | Semieixo maior (UA) | Período (anos) | Inclinação (°) | Longitude do nó ascendente (°) | Distância do periélio (UA) | Data do periélio |
| -------------------- | -------------- | -------------- | ------------------- | -------------- | -------------- | ------------------------------ | -------------------------- | ---------------- |
| C/1996 X3            | SOHO           | 1.0            | –                   | –              | 14.78          | 51                             | 0.0426                     | 1996/12/06       |
| C/1996 X4            | SOHO           | 1.0            | –                   | –              | 13.7           | 50.79                          | 0.0492                     | 1996/12/06       |
| C/1996 X5            | SOHO           | 1.0            | –                   | –              | 13.78          | 51.28                          | 0.049                      | 1996/12/06       |
| C/1999 M3            | SOHO           | 1.0            | –                   | –              | 12.35          | 36.33                          | 0.0441                     | 1999/06/30       |
| C/1999 N6            | SOHO           | 1.0            | –                   | –              | 12.15          | 32.5                           | 0.0435                     | 1999/07/12       |
| C/2001 Q7            | SOHO           | 1.0            | –                   | –              | 13.28          | 43.95                          | 0.0445                     | 2001/08/21       |
| C/2001 Q8            | SOHO           | 1.0            | –                   | –              | 13.07          | 44.76                          | 0.0451                     | 2001/08/24       |
| C/2001 R8            | SOHO           | 1.0            | –                   | –              | 13.58          | 42.19                          | 0.0437                     | 2001/09/06       |
| C/2001 R9            | SOHO           | 1.0            | –                   | –              | 12.47          | 48.9                           | 0.0472                     | 2001/09/07       |
| C/2002 N2            | SOHO           | 1.0            | –                   | –              | 13.8           | 52.93                          | 0.049                      | 2002/07/11       |
| C/2002 Q8            | SOHO           | 1.0            | –                   | –              | 13.7           | 50.38                          | 0.0479                     | 2002/08/25       |
| C/2002 Q10           | SOHO           | 1.0            | –                   | –              | 13.54          | 50.99                          | 0.0484                     | 2002/08/27       |
| C/2002 R5            | SOHO           | 0.98526        | 3.21612             | 5.77           | 14.12          | 13.2                           | 0.0474                     | 2002/09/05       |
| C/2002 S4            | SOHO           | 1.0            | –                   | –              | 13.51          | 50.81                          | 0.0484                     | 2002/09/18       |
| C/2002 S5            | SOHO           | 1.0            | –                   | –              | 14.03          | 49.01                          | 0.0467                     | 2002/09/19       |
| P/2002 S7            | SOHO           | 0.98496        | 3.22344             | 5.79           | 13.6           | 50.3                           | 0.04849                    | 2002/09/21       |
| C/2002 S11           | SOHO           | 1.0            | –                   | –              | 13.68          | 50.7                           | 0.0482                     | 2002/09/30       |
| C/2004 A3            | SOHO           | 1.0            | –                   | –              | 14.75          | 44.75                          | 0.0433                     | 2004/01/16       |
| C/2004 B3            | SOHO           | 1.0            | –                   | –              | 13.28          | 44.9                           | 0.0515                     | 2004/01/18       |
| C/2004 J4            | SOHO           | 1.0            | –                   | –              | 12.35          | 34.3                           | 0.0417                     | 2004/05/05       |
| C/2004 J12           | SOHO           | 1.0            | –                   | –              | 12.68          | 33.75                          | 0.0398                     | 2004/05/12       |
| C/2004 J13           | SOHO           | 1.0            | –                   | –              | 12.47          | 36.12                          | 0.0441                     | 2004/05/13       |
| C/2004 J15           | SOHO           | 1.0            | –                   | –              | 12.28          | 34.56                          | 0.0438                     | 2004/05/14       |
| C/2004 J16           | SOHO           | 1.0            | –                   | –              | 14.63          | 34.39                          | 0.0314                     | 2004/05/14       |
| C/2004 J17           | SOHO           | 1.0            | –                   | –              | 13.79          | 35.6                           | 0.0356                     | 2004/05/15       |
| C/2004 J18           | SOHO           | 1.0            | –                   | –              | 11.89          | 34.23                          | 0.0461                     | 2004/05/15       |
| C/2004 J20           | SOHO           | 1.0            | –                   | –              | 12.76          | 35.86                          | 0.0419                     | 2004/05/13       |
| C/2004 L10           | SOHO           | 1.0            | –                   | –              | 12.54          | 35.76                          | 0.0431                     | 2004/06/14       |
| 342P/SOHO            | SOHO           | 0.98260        | 3.04300             | 5.31           | 13.27          | 43.4                           | 0.0529                     | 2016/07/01       |
| C/2008 E4            | SOHO           | 1.0            | –                   | –              | 13.13          | 51.85                          | 0.0499                     | 2008/03/03       |
| C/2008 G6            | SOHO           | 1.0            | –                   | –              | 14.35          | 49.13                          | 0.0483                     | 2008/04/13       |

### Grupo Marsden
| Designação do cometa | Nome | Excentricidade | Semieixo maior (UA) | Período (anos) | Inclinação (°) | Longitude do nó ascendente (°) | Distancia do periélio (UA) | Data do periélio |
| -------------------- | ---- | -------------- | ------------------- | -------------- | -------------- | ------------------------------ | -------------------------- | ---------------- |
| C/1997 B5            | SOHO | 1.0            | –                   | –              | 25.1           | 78                             | 0.0512                     | 1997/01/29       |
| C/1997 B6            | SOHO | 1.0            | –                   | –              | 24.95          | 76.41                          | 0.0501                     | 1997/01/29       |
| C/1997 B7            | SOHO | 1.0            | –                   | –              | 24.78          | 74.98                          | 0.049                      | 1997/01/29       |
| C/1998 A2            | SOHO | 1.0            | –                   | –              | 27.93          | 80.78                          | 0.041                      | 1998/01/03       |
| C/1998 A3            | SOHO | 1.0            | –                   | –              | 27.35          | 80.73                          | 0.0419                     | 1998/01/09       |
| C/1998 A4            | SOHO | 1.0            | –                   | –              | 26.87          | 81.03                          | 0.0431                     | 1998/01/10       |
| C/1999 N5            | SOHO | 1.0            | –                   | –              | 27.08          | 82.49                          | 0.0496                     | 1999/07/11       |
| C/1999 P6            | SOHO | 1.0            | –                   | –              | 26.57          | 82.01                          | 0.0494                     | 1999/08/05       |
| C/1999 P8            | SOHO | 1.0            | –                   | –              | 26.56          | 81.85                          | 0.0494                     | 1999/08/14       |
| C/1999 P9            | SOHO | 1.0            | –                   | –              | 26.55          | 81.74                          | 0.0493                     | 1999/08/15       |
| C/1999 U2            | SOHO | 1.0            | –                   | –              | 27             | 82.1                           | 0.049                      | 1999/10/25       |
| C/2000 C3            | SOHO | 1.0            | –                   | –              | 24.97          | 81.85                          | 0.0487                     | 2000/02/04       |
| C/2000 C4            | SOHO | 1.0            | –                   | –              | 24.97          | 81.95                          | 0.0487                     | 2000/02/05       |
| C/2000 C7            | SOHO | 1.0            | –                   | –              | 24.89          | 81.06                          | 0.0481                     | 2000/02/04       |
| C/2002 R1            | SOHO | 1.0            | –                   | –              | 22.19          | 70.43                          | 0.0492                     | 2002/09/02       |
| C/2002 R4            | SOHO | 1.0            | –                   | –              | 28.31          | 85.69                          | 0.052                      | 2002/09/03       |
| C/2002 V5            | SOHO | 1.0            | –                   | –              | 34.24          | 86.61                          | 0.0506                     | 2002/11/12       |
| C/2004 V10           | SOHO | 1.0            | –                   | –              | 26.4           | 81.86                          | 0.0488                     | 2004/11/08       |
| C/2004 W10           | SOHO | 1.0            | –                   | –              | 25.97          | 82.11                          | 0.0467                     | 2004/11/29       |
| C/2005 E4            | SOHO | 1.0            | –                   | –              | 26.43          | 80.6                           | 0.0487                     | 2005/03/10       |
| C/2005 G2            | SOHO | 1.0            | –                   | –              | 26.84          | 80.69                          | 0.0492                     | 2005/04/14       |
| C/2005 W1            | SOHO | 1.0            | –                   | –              | 24.9           | 80.27                          | 0.0483                     | 2005/11/17       |
| C/2005 W5            | SOHO | 1.0            | –                   | –              | 26.91          | 81.77                          | 0.0494                     | 2005/11/29       |
| C/2006 E2            | SOHO | 1.0            | –                   | –              | 24.5           | 80.94                          | 0.0482                     | 2006/03/15       |
| C/2006 F3            | SOHO | 1.0            | –                   | –              | 23.02          | 85.31                          | 0.051                      | 2006/03/25       |
| C/2007 Y4            | SOHO | 1.0            | –                   | –              | 28.59          | 82.08                          | 0.0505                     | 2007/12/22       |
| C/2008 A3            | SOHO | 1.0            | –                   | –              | 22.28          | 70.18                          | 0.0493                     | 2008/01/15       |

### Cometas rasantes (sungratzers) não agrupados
| Designação do cometa  | Nome                  | Excentricidade | Semieixo maior (UA) | Período (anos) | Inclinação (°) | Longitude do nó ascendente (°) | Distância do periélio (UA) | Data do periélio |
| --------------------- | --------------------- | -------------- | ------------------- | -------------- | -------------- | ------------------------------ | -------------------------- | ---------------- |
| C/1680 V1             | Grande Cometa de 1680 | 0.999986       | 444.4285            | 9370           | 60.6784        | 276.6339                       | 0.006222                   | 1680/12/18       |
| C/1695 U1             |                       | 1.0            | –                   | –              | 93.589         | 286.018                        | 0.0423                     | 1695/10/23       |
| C/1816 B1             | Pons                  | 1.0            | –                   | –              | 43.111         | 325.829                        | 0.0485                     | 1816/03/01       |
| C/1826 U1             | Pons                  | 1.0            | –                   | –              | 90.6234        | 237.5505                       | 0.026904                   | 1826/11/18       |
| C/1847 C1             | Hind                  | 0.99991        | 473.2556            | 10300          | 48.6636        | 23.824                         | 0.042593                   | 1847/03/30       |
| C/1865 B1             | Great Southern Comet  | 1.0            | –                   | –              | 92.4945        | 254.8252                       | 0.025844                   | 1865/01/14       |
| C/1961 O1             | Wilson                | 0.999962       | 1057.8684           | 34410          | 24.2116        | 298.9545                       | 0.040199                   | 1961/07/17       |
| C/1962 C1             | Seki–Lines            | 1.000003       | –                   | –              | 65.0142        | 304.6776                       | 0.031397                   | 1962/04/01       |
| C/1996 V2             | SOHO                  | 1.0            | –                   | –              | 33.41          | 89.36                          | 0.0488                     | 1996/11/11       |
| C/1997 S4             | SOHO                  | 1.0            | –                   | –              | 154.63         | 135.76                         | 0.026                      | 1997/09/29       |
| C/1997 V7             | SOHO                  | 1.0            | –                   | –              | 137.4          | 157.78                         | 0.0216                     | 1997/11/03       |
| C/1998 G3             | SOHO                  | 1.0            | –                   | –              | 53.86          | 322.5                          | 0.0354                     | 1998/04/12       |
| C/1999 Y2             | SOHO                  | 1.0            | –                   | –              | 111.42         | 235.5                          | 0.0483                     | 1999/12/28       |
| C/2000 J2             | SOHO                  | 1.0            | –                   | –              | 146.61         | 32.19                          | 0.0335                     | 2000/05/08       |
| C/2000 V4             | SOHO                  | 1.0            | –                   | –              | 54.97          | 324.91                         | 0.0503                     | 2000/11/11       |
| C/2000 Y6             | SOHO                  | 1.0            | –                   | –              | 87.3           | 229.47                         | 0.0252                     | 2000/12/20       |
| C/2000 Y7             | SOHO                  | 1.0            | –                   | –              | 89.02          | 228.93                         | 0.0245                     | 2000/12/20       |
| C/2001 C5             | SOHO                  | 1.0            | –                   | –              | 166.26         | 322.52                         | 0.0256                     | 2001/02/13       |
| 321P/SOHO (P/2001 D1) | SOHO                  | 0.98108        | 2.425409            | 3.78           | 20.1           | 165.2                          | 0.04589                    | 2016/04/10       |
| C/2001 N1             | SOHO                  | 1.0            | –                   | –              | 95.09          | 302.92                         | 0.0052                     | 2001/07/06       |
| C/2001 P1             | SOHO                  | 1.0            | –                   | –              | 29.9           | 140.14                         | 0.0113                     | 2001/08/05       |
| C/2001 Q3             | SOHO                  | 1.0            | –                   | –              | 106.63         | 155.03                         | 0.0373                     | 2001/08/26       |
| C/2001 T5             | SOHO                  | 1.0            | –                   | –              | 55.26          | 327.74                         | 0.0476                     | 2001/10/15       |
| C/2002 G1             | SOHO                  | 1.0            | –                   | –              | 133.92         | 106.02                         | 0.0339                     | 2002/04/02       |
| C/2002 Q6             | SOHO                  | 1.0            | –                   | –              | 65.96          | 70.92                          | 0.0103                     | 2002/08/23       |
| C/2002 Q9             | SOHO                  | 1.0            | –                   | –              | 22.45          | 19.58                          | 0.0304                     | 2002/08/19       |
| C/2003 G3             | SOHO                  | 1.0            | –                   | –              | 169.7          | 87.61                          | 0.0168                     | 2003/04/05       |
| C/2003 H6             | SOHO                  | 1.0            | –                   | –              | 27.05          | 243.47                         | 0.0264                     | 2003/04/30       |
| C/2003 H7             | SOHO                  | 1.0            | –                   | –              | 27.9           | 242.66                         | 0.0266                     | 2003/04/30       |
| C/2003 K3             | SOHO                  | 1.0            | –                   | –              | 39.529         | 79.076                         | 0.13918                    | 2003/06/01       |
| C/2003 Q1             | SOHO                  | 1.0            | –                   | –              | 29.33          | 43.43                          | 0.032                      | 2003/08/20       |
| C/2003 Q6             | SOHO                  | 1.0            | –                   | –              | 25.43          | 56.3                           | 0.0366                     | 2003/08/26       |
| C/2003 R4             | SOHO                  | 1.0            | –                   | –              | 92.36          | 173.06                         | 0.0316                     | 2003/09/06       |
| C/2003 S9             | SOHO                  | 1.0            | –                   | –              | 28.79          | 59.32                          | 0.0154                     | 2003/09/25       |
| C/2004 Y10            | SOHO                  | 1.0            | –                   | –              | 131.61         | 129.68                         | 0.0322                     | 2004/12/28       |
| C/2005 C4             | SOHO                  | 1.0            | –                   | –              | 40.06          | 7.79                           | 0.0391                     | 2005/02/13       |
| C/2005 D1             | SOHO                  | 1.0            | –                   | –              | 121.76         | 284.06                         | 0.0468                     | 2005/02/23       |
| C/2007 C12            | SOHO                  | 1.0            | –                   | –              | 122.22         | 285.89                         | 0.0408                     | 2007/02/09       |
| C/2005 H7             | SOHO                  | 1.0            | –                   | –              | 73.07          | 354.66                         | 0.0127                     | 2005/04/25       |
| C/2005 M3             | SOHO                  | 1.0            | –                   | –              | 88.99          | 140.98                         | 0.0355                     | 2005/06/19       |
| C/2005 Q3             | SOHO                  | 1.0            | –                   | –              | 43.52          | 70.89                          | 0.0253                     | 2005/08/30       |
| C/2005 Q6             | SOHO                  | 1.0            | –                   | –              | 50.4           | 156.59                         | 0.0387                     | 2005/08/19       |
| C/2005 V8             | SOHO                  | 1.0            | –                   | –              | 75.64          | 341.92                         | 0.0266                     | 2005/11/09       |
| C/2006 K5             | SOHO                  | 1.0            | –                   | –              | 117.6          | 169.23                         | 0.0512                     | 2006/05/23       |
| C/2007 A7             | SOHO                  | 1.0            | –                   | –              | 144.23         | 284.7                          | 0.0191                     | 2007/01/10       |
| C/2007 C7             | SOHO                  | 1.0            | –                   | –              | 70.99          | 309.4                          | 0.0172                     | 2007/02/02       |
| C/2007 M8             | SOHO                  | 1.0            | –                   | –              | 82.04          | 288.26                         | 0.0478                     | 2007/06/25       |
| C/2007 X1             | SOHO                  | 1.0            | –                   | –              | 129.2          | 156.13                         | 0.0272                     | 2007/12/03       |
| C/2008 C3             | SOHO                  | 1.0            | –                   | –              | 158.24         | 30.07                          | 0.0346                     | 2008/02/03       |
| C/2008 E7             | SOHO                  | 1.0            | –                   | –              | 143.28         | 12.08                          | 0.0548                     | 2008/03/05       |
| 323P/SOHO (P/1999 X3) | SOHO                  | 0.98173        | 2.610537            | 4.22           | 6.5            | 322.2                          | 0.04770                    | 2008/05/31       |
| P/2008 Y12            | SOHO                  | 0.9787         | 3.07822             | 5.4            | 23.35          | 312.6                          | 0.0654                     | 2008/12/22       |
| P/2015 D1             | SOHO                  | 0.9943         | 4.9                 | 11             | 69.92          | 95.88                          | 0.02832                    | 2015/02/19       |